# Pražská developerská společnost
Pražská developerská společnost (PDS) je příspěvkovou organizací Hlavního města Prahy, která vznikla z iniciativy prvního náměstka primátora Petra Hlaváčka k 1. červnu 2020. Praha ji založila s cílem přípravy městských pozemků a území především pro výstavbu dostupného bydlení. Smyslem je obnova a rozvoj městského bytového fondu, který přispěje ke zmírnění bytové krize, která je zásadním politickým tématem již několik let.
Konkrétní projekty připravené PDS bude město realizovat buď samo, nebo ve spolupráci se soukromým sektorem. Postavené bytové projekty bude Praha dlouhodobě vlastnit. Městské nájemní bydlení bude určeno především pro tzv. preferované profese zajišťující služby a chod města a dále pro rodiče samoživitele a seniory.
Pražské developerské společnosti bylo rozhodnutím Zastupitelstva hl. m. Prahy předáno k hospodaření více než 600.000 m2 pozemků ve vlastnictví Magistrátu hl. m. Prahy, na nichž se počítá s výstavbou 6.000 – 8.000 bytů v horizontu 10 až 15 let. V přípravě jsou celé nové městské čtvrti, i solitérní bytové projekty.
Pražská developerská společnost je Radou hl. m. Prahy pověřována i dalšími projekty v zájmu města, např. přípravou revitalizace stadionu Bohemians, revitalizací a dostavbou Centra Nová Palmovka pro potřeby Agentury Evropské unie pro Kosmický program (EUSPA) nebo projektovou přípravou Vltavské filharmonie.   

## Organizační struktura a sídlo
V čele stojí ředitel jmenovaný Radou hl. m. Prahy.  Řízením byl v začátku pověřen Tomáš Veselý, od října 2020 řídí Pražskou developerskou společnost Petr Urbánek. Jeho poradním orgánem je Investiční expertní výbor složený z nezávislých odborníků.
PDS sídlí v tzv. Radničních domech nedaleko pražské Nové radnice.
V červenci 2022 měla Pražská developerská společnost 15 zaměstnanců a od září 2022 se rozroste o projektový tým připravující Vltavskou filharmonii.
Založení nové instituce poskytl především náměstek primátora Petr Hlaváček, projekt byl kritizován z řad opozičních zastupitelů z ODS a ANO.